# Ulica Szwarlikowska w Radomiu
Ulica Szwarlikowska w Radomiu – ulica w Radomiu w dzielnicy Miasto Kazimierzowskie.
Ulica Szwarlikowska odchodzi od placu Reformacji. Łączy się z ulicami Esterki i Wolność. Zaliczana jest do kategorii dróg gminnych. Długość ulicy wynosi około 320 metrów.
Do Gminnej Ewidencji Zabytków Miasta Radomia wpisane są obiekty:
- nr 16 – dom murowany, 2. poł. XIX w.
- fragment murów miejskich w pobliżu ul. Reja